# Nazionale femminile di pallacanestro del Qatar
La nazionale di pallacanestro del Qatar è la rappresentativa cestistica del Qatar ed è posta sotto l'egida della Federazione cestistica del Qatar.

## Piazzamenti

### Giochi asiatici
- 2014 - squalificata

## Formazioni

### Giochi asiatici
Pallacanestro ai XVII Giochi asiatici4 M. Mahmoud, 5 H. Mahmoud, 6 Tounsi, 7 Said, 8 Mohamed, 9 Hussen, 10 Morjan, 11 Abdelmoneim, 12 Ihab, 13 Saleh, 14 Morjan, 15 Awad,        All. Mensura Andelija